# تپه قلاکوشکی
تپه قلا کوشکی مربوط به دوره اشکانیان - دوره ساسانیان است و در شهرستان کوهدشت، بخش کونانی، دهستان زیر تنگ، ۶۵۰ متری شرق روستای کوشکی واقع شده و این اثر در تاریخ ۲۸ اسفند ۱۳۸۵ با شمارهٔ ثبت ۱۸۴۱۳ به‌عنوان یکی از آثار ملی ایران به ثبت رسیده است.